# Petar Eldan
Petar Eldan (Varaždin, 1963.)  je pijanist, skladatelj i aranžer, osnivač i voditelj Varaždin jazz banda, Tria Borgia, Tria Petra Eldana te suosnivač sastava Kajtebriga i Dua Hana & Pero.
Diplomirao klavir na Muzičkoj akademiji u Zagrebu u klasi prof. Harija Guseka. Nastupa kao izvođač jazz i klasične glazbe u Hrvatskoj i inozemstvu. Po završetku studija kraće vrijeme pijanist jazz tria Impuls bubnjara Nenada Šimunčića. Snimio je nekoliko nosača zvuka. Profesor je na Glazbenoj školi u Varaždinu gdje predaje klavir te osnove jazza, fakultativni predmet koji je na njegovu inicijativu uveden u školu i za koji je osmislio program. Na nekim projektima radio kao studijski glazbenik. Održao je nekoliko glazbenih radionica u Hrvatskoj i inozemstvu.
Kao skladatelj i scenski glazbenik surađuje s HNK Varaždin, SLG Celje, GKL Split, LK Mostar, GK Zorin dom Karlovac, raznim dramskim studiima te studentima glume i lutkarstva Umjetničke akademije u Osijeku.
Nastupa kao pijanist jazz i klasične glazbe u Hrvatskoj, Sloveniji, Austriji i Njemačkoj.
Sa svojim ansamblima sudjelovao na raznim jazz festivalima (Proljetna revija džeza, Liburnija jazz festival, Hrvatski jazz sabor, ČK jazz festival, Ravensburg festival…)
Ostvaruje umjetničku suradnju s renomiranim jazz glazbenicima (Boško Petrović, Mario Mavrin, Primož Grašič, Saša Nestorović, Stjepan Jimmy Stanić, Zdenka Kovačiček, Ladislav Fidry, Saša Borovec...)
S Varaždin jazz bandom godine 1993. osvaja prvu nagradu u kategoriji malih sastava pred međunarodnim žirijem na festivalu Nove nade jazza “Marjan Marjanović u Zagrebu.

## Glazbena suradnja
Nekoliko puta sudjelovao na Zagrebfestu [nedostaje izvor]kao skladatelj i aranžer (Ja Zagreb ljubim, Ne boj se, Vedri se sa Sljemena). Autor je velikog broja skladbi koje još nisu objavljene na nosačima zvuka. 

## Vanjske poveznice
- Varaždin Jazz band, myspace.com
- Duo LP, myspace.com
- Jazz trio Borgia  Arhivirana inačica izvorne stranice od 25. rujna 2014. (Wayback Machine)